# Махмуд Хамада
Махмуд Хамада (араб. محمود حمادة, масрі محمود حماده; нар. 1 листопада 1993) — єгипетський футболіст, півзахисник клубу «Аль-Масрі».
Виступав, зокрема, за клуби «Ель-Олімпі» та «Фарко», а також національну збірну Єгипту.

## Клубна кар'єра
У дорослому футболі дебютував 2014 року виступами за команду «Ель-Олімпі», в якій провів два сезони. 
Своєю грою за цю команду привернув увагу представників тренерського штабу клубу «Міср-Ель-Макаса», до складу якого приєднався 2016 року. Відіграв за команду з Файюма наступні два сезони своєї ігрової кар'єри.
Протягом 2018—2019 років захищав кольори клубу «Ель-Ентаґ Ель-Харбі».
У 2019 році уклав контракт з клубом «Пірамідс», у складі якого провів наступні два роки своєї кар'єри гравця.  Більшість часу, проведеного у складі каїрського «Пірамідс», був основним гравцем команди.
З 2021 року два сезони захищав кольори клубу «Фарко». Граючи у складі «Фарко» також здебільшого виходив на поле в основному складі команди.
До складу клубу «Аль-Масрі» приєднався 2023 року. Станом на 17 січня 2024 року відіграв за команду з Порт-Саїда 9 матчів в національному чемпіонаті.

## Виступи за збірну
У 2022 році дебютував в офіційних матчах у складі національної збірної Єгипту.
У складі збірної був учасником Кубка африканських націй 2023 року у Кот-д'Івуарі.
| Дата       | Місто                   | Господарі    | Результат               | Гості           | Турнір                                     | Голи | Примітки |
| ---------- | ----------------------- | ------------ | ----------------------- | --------------- | ------------------------------------------ | ---- | -------- |
| 23-9-2022  | Александрія             | Єгипет       | 3 – 0                   | Нігер           | товариський матч                           | -    |          |
| 27-9-2022  | Александрія             | Єгипет       | 3 – 0                   | Ліберія         | товариський матч                           | -    | 45'      |
| 18-11-2022 | Ель-Кувейт              | Бельгія      | 1 – 2                   | Єгипет          | товариський матч                           | -    | 88'      |
| 24-3-2023  | Каїр                    | Єгипет       | 2 – 0                   | Малаві          | Відбір до Кубка африканських націй 2023    | -    | 68'      |
| 28-3-2023  | Лілонгве                | Малаві       | 0 – 4                   | Єгипет          | Відбір до Кубка африканських націй 2023    | -    | 70'      |
| 14-6-2023  | Марракеш                | Гвінея       | 1 – 2                   | Єгипет          | Відбір до Кубка африканських націй 2023    | -    | 67'      |
| 18-6-2023  | Каїр                    | Єгипет       | 3 – 0                   | Південний Судан | товариський матч                           | -    | 34' 62'  |
| 8-9-2023   | Каїр                    | Єгипет       | 1 – 0                   | Ефіопія         | Відбір до Кубка африканських націй 2023    | -    |          |
| 12-9-2023  | Каїр                    | Єгипет       | 1 – 3                   | Туніс           | товариський матч                           | -    | 64'      |
| 19-11-2023 | Монровія                | Сьєрра-Леоне | 0 – 2                   | Єгипет          | Відбір до ЧС 2026                          | -    | 69'      |
| 28-1-2024  | Сан-Педро (Кот-д'Івуар) | Єгипет       | 1 – 1 д.ч. (7 - 8 п.п.) | ДР Конго        | Кубок африканських націй 2023 - 1/8 фіналу | -    | 83'      |
| Усього     |                         | Матчів       | 11                      |                 | Голів                                      | 0    |          |